# Зла Колата
Зла Колата (на черногорски: Зла Колата, Zla Kolata; на албански: Kolata e Keq) е най-високият връх на Черна гора със своите 2534 метра. 
Най-популярен е не като първенец на Черна гора, а като алпийски обект намиращ се на границата на Черна гора и Албания в рамките на масива Проклетия, и като част от национален парк Проклетия. Поради степента си на алпийска трудност, върхът носи и етимологията си.

## Физико-географска характеристика
Зла Колата се намира 4 км югоизточно от селището Валбона и на 10 км западно от Гусине. Обикновено се изкачва от север, т.е. от Черна гора.
Съседният връх е Добра Колата, който със своите 2526 метра надморска височина е втори по височина в Черна гора, следван от Боботов кук в Дурмитор. Връх само Колата или Равна Колата се намира изцяло на територията на Албания и със своите 2552 метра е най-висок в масива.
Седловината разделяща Зла Колата от Добра Колата е с височина 2416 метра.